# Pacto Hoare-Laval
O Pacto Hoare-Laval é um pacto proposto de forma secreta em dezembro de 1935 pelo secretário de Estado britânico dos Negócios Estrangeiros, Samuel Hoare, ao primeiro-ministro francês Pierre Laval para pôr fim à Segunda Guerra Ítalo-Etíope. A Itália queria aproveitar a Etiópia para integrá-la em seu império colonial e vingar as derrotas anteriores na região, como a da batalha de Adwa de 1896. O pacto oferecia a divisão da Abissínia (o nome da Etiópia na época) para poupar as ambições imperiais de Benito Mussolini.[carece de fontes?]
O pacto concederia à Itália a soberania sobre Tigré e Ogaden, assegurando a preponderância económica italiana sobre a zona sul da Etiópia.[carece de fontes?]
A proposta gerou reações hostis tanto no Reino Unido como na França e nunca entrou em vigor. Hoare perderia o cargo. O governo britânico resignaria ao plano, e em 1936 a Itália iniciou os seus avanços bélicos, tendo entrado em Addis Abeba em 5 de maio de 1936, terminando a guerra.